# Gemischter Satz
Der Gemischte Satz ist die Bezeichnung für den Anbau von Wein, der aus unterschiedlichen Rebsorten in einem Weingarten besteht, sowie dann des daraus hergestellten Weins.
Im Gegensatz zur Cuvée werden hier mehrere Rebsorten in einem Weingarten zusammen angebaut und nach der gemeinsamen Lese auch gemeinsam zu Traubenmost gekeltert und vergoren. Durch die unterschiedlichen Reifegrade und den unterschiedlichen Säuregrad der Rebsorten wollte man ursprünglich das Risiko minimieren und eine gleichbleibende Weinqualität sichern. Erwünschter Nebeneffekt ist eine deutlich erhöhte Vielschichtigkeit des Endproduktes. Heute hat sich der Gemischte Satz vor allem in der österreichischen Weinbauregion Wien und in der Steiermark (dort unter der Bezeichnung Mischsatz) gehalten und gilt als Spezialität. Im Jahr 2008 nahm die italienische Organisation Slow Food den Gemischten Satz in die sogenannte Slow Food Arche des Geschmacks auf und verlieh dem Produkt das Presidio-Siegel. Im Rahmen der bislang 134 Presidio-Projekte (früher Förderkreise genannt) setzt sich Slow Food für den Erhalt ursprünglicher Herstellmethoden ein, die vom Aussterben bedroht sind.
Im Zuge der Verordnung (EG) Nr. 607/2009 vom 14. Juli 2009, welche die geschützten Bezeichnungen der jeweiligen Mitgliedsländer festhält, konnte sich Österreich die Bezeichnung „Gemischter Satz“ sichern, d. h. kein anderes Land der EU darf Weinflaschen damit bezeichnen.
Seit 2011 gibt es eine eigene Bezeichnung für den Wiener Gemischten Satz, womit auch die Bezeichnung und die Qualitätsmerkmale in einer Verordnung festgelegt sind. So müssen in einem Weingarten mindestens drei verschiedene Rebsorten angebaut werden. Der größte Sortenanteil darf nicht höher als 50 % sein und der drittgrößte Anteil muss zumindest 10 % umfassen. Der Wiener Gemischte Satz ist immer ein Weißwein und besteht aus bis zu 20 unterschiedlichen Rebsorten. Unter anderen werden verwendet: Grüner Veltliner, Riesling, Weißburgunder, Grauburgunder, Chardonnay, Neuburger, Gewürztraminer, Rosenmuskateller, Jubiläumsrebe, Österreichisch Weiß.
Ab dem Jahrgang 2013 erhält der Wein auch die Qualitätsauszeichnung Districtus Austriae Controllatus (DAC).
Ebenfalls aus einem gemischten Satz roter und weißer Trauben besteht seit Jahrhunderten der sächsische sogenannte Schieler, ein Rotling aus einem bestimmten Anbaugebiet Sachsens sowie der württembergische Schillerwein.

## Geschichte
In früheren Zeiten wurden die meisten Weingärten gemischt bepflanzt. So berichtet ein deutscher Agrarwissenschaftler 1865, dass früher in Niederösterreich bis zu 40 Sorten in einem Weingarten angepflanzt wurden. Bereits bei den Römern ist von gemischt gepflanzten Weingärten die Rede. So bezeichnet der römische Gelehrte Columella jene Agrarier als weitblickend, die doch auch mehrere Sorten in ihren Weingärten kultivieren, obwohl er eingangs einen Landwirt als klug bezeichnet, der jene Rebe, die er am meisten schätzen gelernt hat, anbaut, ohne eine Rebe einer fremden Sorte dazwischen geraten zu lassen. Dieses Vorgehen begründet er mit der Tatsache der unsicheren Witterung eines Jahres und entsprechend mit einem Verteilen des Produktions- und Ernterisikos auf unterschiedlich reagierende Gewächse. Seine Empfehlung ist, mit maximal vier bis fünf Weinsorten „das Glück der Weinlese zu erproben“. Erst wieder im 19. Jahrhundert sind ähnliche Empfehlungen in Fachbüchern zu finden. So schreibt der deutsche Ökonom und Gutsverwalter Martin Fries 1859: „Da die Unfälle, welche den Weinstock treffen können, sich nicht gleichmäßig über alle Sorten verbreiten, indem die eine Sorte gerade für einen Unfall empfänglich sein kann, der anderen nicht im mindestens schadet, so ist es gewiss gewagt, sich bloß auf eine Sorte stützen zu wollen. Diesem Nachteil zu entgehen, sichert sich der Weingärtner, indem er mehrerlei Sorten anbaut und zwar solche, die zu gleicher Zeit reif werden. […] Man wähle daher bei der Anlage eines Weinberges nur zwei bis drei höchstens vier Sorten, die dem Klima und der Lage entsprechen, die wo möglich zu gleicher Zeit reif werden […]“
Laut einer der ältesten Ampelographien Österreichs von Johann Kramer 1743 sind für den österreichischen Wein im Wiener Raum folgende Sorten von größerer Bedeutung: Roter Zierfandler, der Rote Veltliner, Österreichisch Weiß, Heunisch und Gutedel. Der Weinbaufachmann Franz Schams zählt 1835 für das Wiener Weingebirge am Nussberg und Bisamberg folgenden Sortenbesatz auf:  2/3 Österreichisch Weiß, weiters Grüner Veltliner, Riesling, Rotgipfler, Heunisch, Silberweiße, Zierfandler, Roter Veltliner; weiters Neulinge wie Furmint und Lagler vom Neusiedler See, versuchsweise auch Traminer. Auch in Franken wurden bis ins 19. Jahrhundert Weingärten mit bis zu zehn Rebsorten bepflanzt. Ein Verein in Himmelstadt hat die Tradition des Gemischten Satzes wieder aufgenommen.